# Николай Илиев (футболист)
Вижте пояснителната страница за други личности с името Николай Илиев.
Николай Илиев (роден на 31 март 1964) е бивш български футболист, защитник. Клубна легенда на Левски (София). Играл е също в италианския Болоня, немския Херта (Берлин) и френския Рен. Определен за Футболист № 1 на България през 1987 г.
Има 53 мача и 5 гола за националния отбор. Част от състава на България,който завърши на четвърто място на световното през 94. САЩ'94. По време на мондиала обаче не влиза в игра. Прекратява преждевременно кариерата си на 31-годишна възраст заради контузия през 1995 г.

## Кариера
Играе като защитник в „Левски“ от 1983 до 1989 г. и през 1992 – 1993 г., „Болоня“ (Италия) от 1989 до 1991 г. (28 мача и 3 гола), „Херта“ (Берлин, Германия) през сезон 1991/92, „Рен“ (Франция) през 1993 г. Шампион на България през 1984, 1985, 1988 и 1993 г., носител на купата на страната през 1984 и 1986 г. Има 196 мача и 25 гола в A група. За Левски е изиграл 40 мача и е вкарал 7 гола за купата и 19 мача с 2 гола в евротурнирите (6 мача и 2 гола за КЕШ, 9 мача за КНК и 4 мача за купата на УЕФА). За националния отбор е изиграл 53 мача и е вкарал 5 гола, с него бе на СП-94 в САЩ (четвърто място), но не влезе в игра. Футболист № 1 на България за 1987 г. Първият български футболист в калчото. Модерен защитник с интелигентна и авторитетна игра, играе отлично с глава и често бележи голове. Травма преждевременно прекратява кариерата му. В определен период е мениджър в „Левски“, както и в треньорския щаб на „Славия“. Завършил е престижната треньорска школа в Коверчано, Италия. Там е бил в един курс със светила като Франко Барези, Валтер Дзенга и Франко Каузио.

## Статистика по сезони
- „Левски“ – 1983/пр. – 8 мача/0 гол
- „Левски“ – 1983/84 – 28/0
- „Левски“ – 1984/85 – 29/4
- „Левски“ – 1985/86 – 29/3
- „Левски“ – 1986/87 – 30/4
- „Левски“ – 1987/88 – 30/1
- „Левски“ – 1988/89 – 28/6
- „Болоня“ – 1989/90 – 23/1
- „Болоня“ – 1990/91 – 5/2
- „Херта“ – 1991/92 – 10/1
- „Левски“ – 1992/93 – 14/7
- „Рен“ – 1993/94 – 1/0
- „Рен“ – 1994/95 – 4/0